# 格雷伊獵犬

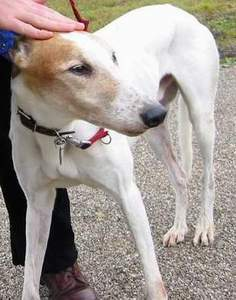
格雷伊獵犬

格雷伊獵犬（Greyhound），又稱「靈」(靈緹)、「格力」，是一種用在打獵和競速的狗，牠是陸上速度僅次於獵豹的哺乳類動物之一，該犬種具備強健且修長的四肢、深厚的胸肌和流線的體形，使牠的運動速度可高達時速72公里，追捕獵物起來得心應手。

## 外形
公狗通常肩高71-76公分，重約29-36公斤，母狗通常肩高68-71公分，重27-31公斤。格雷伊獵犬的毛非常的短，很容易維護，已知的毛色大約有30種，不同顏色的毛可能單一呈現，也可能混雜在一起。

## 性情
雖然格雷伊獵犬的速度非常的快，但牠們並不是好動的狗，牠們是短跑選手。雖然牠們熱愛奔跑，但離開賽道後牠們並不需要過多的運動，牠們大多是安靜、文雅的動物。
因為牠們的性格溫和而且容易親近，格雷伊獵犬可以是很好的寵物，牠們可以和小孩、狗和其他寵物（較小的寵物有時可能不太安全）相處的很好。格雷伊獵犬通常是忠心、容易管教的狗，有一定的智力。牠們的才能包括發現和追捕獵物，但牠們的领域感薄弱，因此不适合作为警衛犬。他們沒有絨毛，因此比較不容易引起人們對狗的過敏，多數做為寵物的格雷伊獵犬是從賽場退休後被人們所領養的。
陪伴用格雷伊獵犬經常被拴在狗鏈上，因為牠們的狩獵背景使牠們有強烈追逐物體的欲望。格雷伊獵犬可以住在城市裡，但需要經常有適度的運動，牠們喜歡在外散步和奔跑。
每日20-30分鐘的散步可使一隻成年的格雷伊獵犬保持健康和快樂。

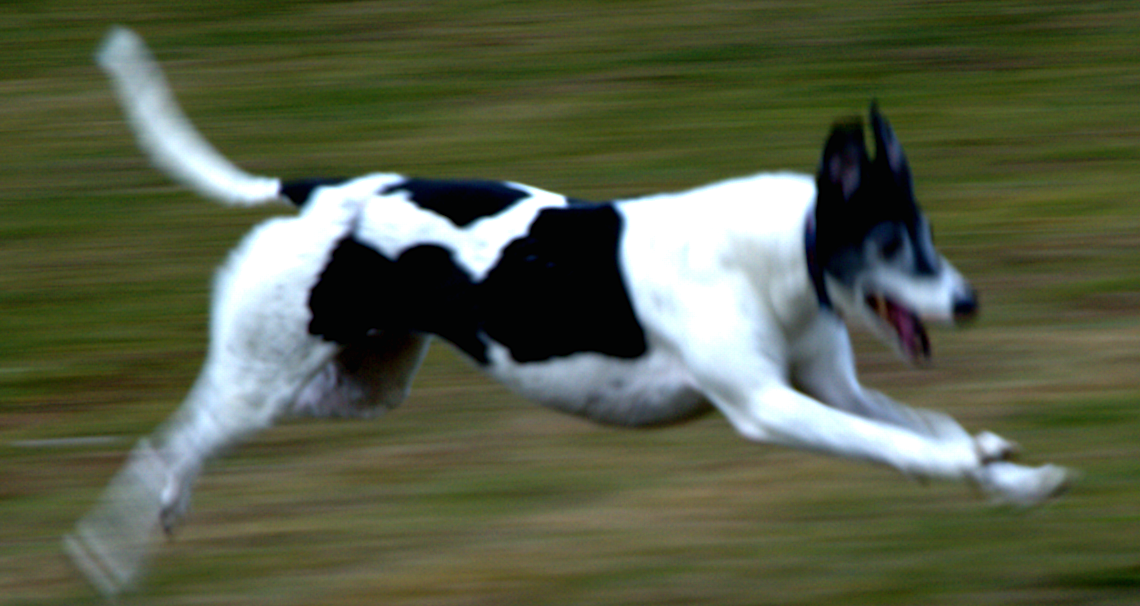
飛躍中的格雷伊獵犬

## 歷史
很多人相信，此品種的起源上朔至古埃及，在那裡有一幅描繪短毛薩路基獵犬（Saluki，波斯格雷伊獵犬）的淺浮雕在一座西元前4000年建造的墓內被發現，不過2004年對DNA分析報告顯示，格雷伊獵犬與此品種的狗並沒有相近血緣，而是牧羊犬（herding dogs）的近親。。
在歷史上，這些視覺型獸獵犬（sighthound）主要用於在空曠處的狩獵，以讓牠們的敏銳視力得以發揮。牠們（或至少是類似名稱的狗）被相信是由塞爾特人在西元前五世紀和六世紀從歐洲大陸帶至英格蘭。
格雷伊獵犬的英文名「greyhound」，一般相信是從古英文的「grighund」演變而來，hund代表獵犬，grig意思不明，但應該和現代英文grey（灰色）無關，而且格雷伊獵犬確實有許多不同毛色。
直到20世紀初之前，格雷伊獵犬主要是被蓄養和訓練來追捕獵物用，在1920年代初，格雷伊獵犬賽被導入美國，並在1926年傳入英國和愛爾蘭。

## 福利
在20世紀後期，出現了一些格雷伊獵犬的領養組織，早期這些組織原是因為對賽場上的狗受到的待遇感到關切而成立，這些組織然後開始將不能參賽的狗分配給願領養的家庭，在這之前，美國每年約有兩萬隻退役的格雷伊獵犬被殺，現在雖然有90%在國家格雷伊獵犬協會注冊的動物會被領養或是被送回繁殖，但根據產業數字每年仍有兩千多隻狗被殺。
意外和疾病也經常是競賽用格雷伊獵犬的至死原因，在2005年，一種導致呼吸衰竭的傳染病造成幾十隻狗死亡，超過1200隻在美國的狗因此被隔離，大多在麻薩諸塞州、科羅拉多州、愛荷華州和羅得島州。
大多數格雷伊獵犬是為比賽而蓄養，和在美國育犬協會注冊的狗相比約是150:1，因此每隻會發一張貝第永卡（Bertillon card），此卡記錄56種不同分辨特徵，貝第永號碼會紋在狗耳朵上，以確保參與比賽的狗與所聲稱的狗是同一隻。不過不是所有在國家格雷伊獵犬協會注冊的狗都會參與比賽，一些格雷伊獵犬從不參與比賽，可能原因包括：
- 速度太慢
- 有身體缺陷
- 性情不合標準
- 不是在比賽盛行的國家長大
- 展示用犬

多數的格雷伊獵犬在2-5歲時停止比賽，有一些退役的格雷伊獵犬腿部及腳掌可能因比賽而有疲劳性骨折。格雷伊獵犬通常可活至12-15歲。:101

## 獸醫的照顧
格雷伊獵犬在生理學和解剖學的獨特性質，使得治療時通常須要有對此品種熟悉的獸醫，特別是在須要麻醉的情況。格雷伊獵犬有與眾不同血液性質，可能使不熟悉此品種的獸醫誤判導致錯誤診斷。格雷伊獵犬的脂肪比其他品種的狗少得多，因此麻醉代謝的速度比較慢。另外，格雷伊獵犬比起其他品種有更高的紅血球含量，因為紅血球負責將氧氣運給肌肉，這有助於牠們提升速度。獸醫血液服務機構經常選用格雷伊獵犬的血，因為牠們很多都是通用型捐血者。

## 速度對照表
以下速度為對照獵豹的速度，下表僅供參考。

| 品種名稱(中)     | 品種名稱(英)    | 原產地                   | 速度(mph) (英里每小時) | 速度(kph) (公里每小時) | 相對獵豹速度 (百分比) |
| ---------------- | --------------- | ------------------------ | ---------------------- | ---------------------- | --------------------- |
| 獵豹             | Cheetah         | 非洲、亞洲               | 75                     | 120                    | 100%                  |
| 靈𤟥(格力)       | Greyhound       | 英國/埃及                | 45                     | 72                     | 60%                   |
| 薩路基獵犬       | Saluki          | 東非                     | 43                     | 69                     | 57%                   |
| 維茲拉犬         | Vizsla          | 匈牙利                   | 41                     | 66                     | 55%                   |
| 依比沙獵犬       | Ibizan Hound    | 西班牙的伊維薩島地區     | 40                     | 64                     | 54%                   |
| 阿富汗獵狗       | Afghan Hound    | 阿富汗                   | 40                     | 64                     | 54%                   |
| 德國牧羊犬(狼狗) | German Shepherd | 德國                     | 39                     | 62                     | 52%                   |
| 大麥町(斑點狗)   | Dalmatian       | 克羅地亞的達爾馬提亞地區 | 37                     | 59                     | 49%                   |
| 惠比特           | Whippet         | 英國                     | 36                     | 58                     | 48%                   |
| 蘇俄牧羊犬       | Borzoi          | 蘇聯(今俄羅斯)           | 36                     | 58                     | 48%                   |
| 都柏文           | Doberman        | 德國                     | 35                     | 56                     | 47%                   |

## 雜項
- 流行文化內最著名的格雷伊獵犬是福克斯廣播公司的卡通內的寵物狗勇哥，此角色有許多格雷伊獵犬作為寵物的典型特徵，牠的個性容易親近、包容其他寵物（特別是貓）、忠心和不會太過好動。

- 灰狗巴士的商標是一隻競賽中的格雷伊獵犬。